# Mundo (generale)
Mundo (in greco Μοῦνδος?, Moundos; ... – 536) è stato un generale bizantino durante il regno di Giustiniano I.

## Biografia
Di origini gepide e addirittura figlio di un re dei Gepidi, suo padre si chiamava Giesmo, mentre suo zio paterno era il re gepida Trapstila. Nato prima del 488, ebbe almeno un figlio: Maurizio. Dopo il decesso di suo padre, Mundo andò a risiedere a Sirmio con suo zio; dopo l'uccisione di suo zio in una battaglia contro gli Ostrogoti, il re ostrogoto Teodorico gli propose di unirsi al suo esercito e di seguirlo come alleato in Italia; Mundo accettò e servì gli Ostrogoti fino al 526, quando Teodorico perì; ritornò quindi nei Balcani e nel 529 passò dalla parte di Bisanzio, chiedendo all'Imperatore bizantino Giustiniano I di entrare nell'esercito bizantino; fu accolto, insieme ai suoi seguaci, con molti onori e ottenne la carica di magister militum per Illyricum. Nel 529 ottenne dei successi sugli Slavi e l'anno successivo respinse un'incursione dei Bulgari, catturando uno dei loro re e recuperando molto del bottino.
All'inizio degli anni 530 era magister militum per Illyricum. Ricopriva questo incarico quando scoppiò la rivolta di Nika. Mundo era a Costantinopoli al momento della rivolta con un ricco contingente di Eruli e riuscì, con l'aiuto di Belisario a reprimere nel sangue la rivolta, uccidendo più di trentamila persone.
Successivamente, quando Giustiniano dichiarò guerra agli Ostrogoti, fu mandato dall'imperatore alla testa di un esercito a soggiogare la Dalmazia. Mundo inizialmente ebbe successo, riuscendo ad espugnare Salona, ma i Goti reagirono all'aggressione inviando un esercito che riuscì nell'impresa di vincere una prima battaglia uccidendo il figlio di Mundo, Maurizio, anche lui generale. Mundo, addolorato per la dipartita del figlio, cercò la vendetta nella battaglia contro i Goti: inizialmente ebbe successo, mettendo in rotta i Goti, ma troppo preso nell'inseguirli, venne trafitto da mano nemica e morì.
La sua morte era stata profetizzata da un oracolo: Capta Africa, Mundus Cum Nato Peribit.